# 銀河天使

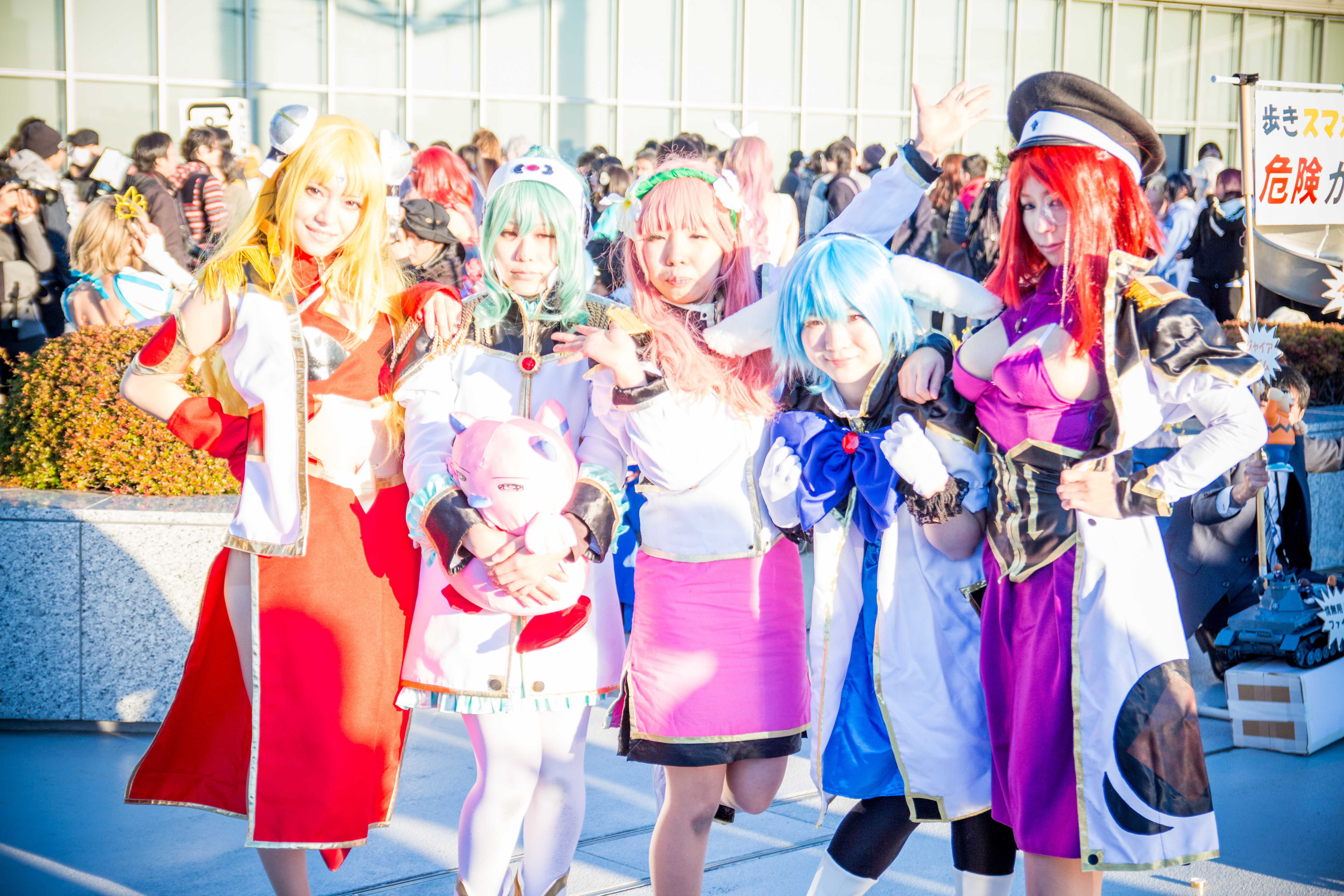
《銀河天使》是日本Broccoli公司的跨媒體製作企劃。

《銀河天使》是日本Broccoli公司的跨媒體製作企劃。於2001年開始播放4季電視動畫並且陸續發售漫畫、小說、電子遊戲等相關周邊商品。2005年開始展開續作《銀河天使II》。

## 人物角色

### 月之天使隊 Galaxy Angel
天使隊所有成員的名字都跟食物有關。
梅爾優‧櫻葉【Milfeulle．Sakuraba】（ミルフィーユ・桜葉）（聲：新谷良子（日）、楊凱凱（台）、曾月娥（港））
初登場年齡為17歲 → 18歲（永恆情人）→ 21歲（銀河天使II） 身高：156 cm    階級：少尉
天使隊的成員之一，有著粉紅色的長髮及灰色瞳孔，頭上帶著兩朵花的飾品，個性善良是個十足的好人，臉上總是帶著甜美的微笑，是個活潑又帶點天然呆的女孩。據說在軍中上級給予極高的評價。擁有宇宙裡無人能抵的超級好運氣，運氣好的時候好道路邊撿的彩券都能抽到頭獎（動畫版裡）；運氣壞的時候壞到運送補給資源時，纜線莫名其妙的斷裂，糧食就這麼飛到宇宙的盡頭（漫畫單行本 銀河天使 第一集 第3話 第70P），有著極端的好運及厄運。興趣是製作料理，喜歡做甜點類的點心，天使隊的成員對於梅爾優的料理幾乎都是贊不絕口。與同期的蘭花·法蘭波瓦茲從學生時代時就認識了，兩人的感情從認識到現在從沒變過，依然是非常要好的好朋友。梅爾優．櫻葉下面還有一個妹妹，艾普莉可．櫻葉。
本來是向皇國教師學院寄出入學申請書，不知為何反而送到了皇國軍官學校，本人也是不知為何就同意參加入學考試，過程似乎是因為自己的特有技能而過關了，之後過著好運及厄運交織在一起的學園生活。在校成績非常優秀，幾乎都是坐在首席的位子。遇到困難及煩心的事情總是樂觀面對，但是在內心裡對於自己常常影響到別人感到非常難過。
銀河天使II 時期
階級：少佐
宇宙並非單一的，有ENED與NEUE及其他的宇宙領域，將這些宇宙領域連結在一起的是絕對領域ABSOLUTE，而在各個宇宙領域之間只能開啟一個「閘門」，只要透過ABSOLUTE的閘門也就是通稱的絕對領域之門，即可通行於各宇宙。而開啟及關閉閘門的工作只有「守門者」辦的到，在目前因梅爾優．櫻葉自身的特別能力-超級好運氣，而被選為絕對領域之門的守門者，目前是唯一的人選；也因此離開了月之天使隊。成為守門者之後也因其能力被它人稱為『時空的女神』，但本人似乎不太喜歡這個稱呼。在漫畫版裡，此時的梅爾優已跟塔克德．麥雅茲結為夫妻。
動畫版
初出場為餐廳侍應生，在蘭花和佛特執行任務認識她們及用她運氣救了她們，第二集就加入軍隊後被派遣去銀河天使隊。
梅爾優．櫻葉的Milfeulle是外來語法文，意思就是西式點心裡的千層派；而櫻葉Sakuraba則是日式點心和菓子裡最常出現的材料，櫻樹葉片再浸漬後通常會拿去包麻糬一類的點心。
主題曲為「YOU GET A CHANCE!」
蘭花‧法蘭波瓦茲【Ranpha．Franboise】（蘭花・フランボワーズ）（聲：田村由香里（日）、詹雅菁（台）、黃鳳兒（港））
初登場年齡為18歲 → 19歲（永恆情人）→ 22歲（銀河天使II） 身高：161 cm    階級：少尉
天使隊的成員之一，有著亮麗的金色長髮及琥珀色的瞳孔，頭上帶著兩個頭飾，個性好強、充滿自信有著強烈的正義感，凡事喜歡正面突破，是個相當熱血的女孩，雖然本人不承認不過蘭花是天使隊裡最容易掉眼淚最有人情味的人；遇到有困難的人難以放下，內心裡其實是個懂得體諒別人的少女。主修體育系，非常擅長各類運動項目，由其格鬥技更是拿手，據說曾在公平淘汰賽中擊敗男人並獲得冠軍（這似乎是她充滿自信的原因）。興趣是運動，喜歡看少女漫畫也熱衷於占卜，最喜歡吃超辣料理（曾在遊戲月夜情人中吃過激辣1000倍咖哩）。與同期的梅爾優．櫻葉從學生時代就認識了，兩人從認識到現在感情從沒變過，不過梅爾優冒冒失失的個性總是讓蘭花感到無奈。蘭花．法蘭波瓦茲下面似乎有許多弟妹。
出生於相當貧窮的農業行星，是大型家庭裡的長女。為了賺取生活費而報考軍官學校成為職業軍人。由於出生在大家庭又是長女，因而培養出豪氣的性格，去軍官學校的路途中遇見迷路的梅爾優，之後因為梅爾優的厄運而一起遲到，然後分配寢室時又跟梅爾優同房，從此校園生活幾乎都是被梅爾優牽著鼻子走的，但也因為如此進而培養了雙方的友誼。在校成績為第二名，排在梅爾優之後。
銀河天使II 時期
階級：少佐
已離開了月之天使隊到NEUE的魔法行星馬吉克駐守，擔任ENED的親善大使從事友好活動。戰鬥技術已達到巔峰，即使是從前線退下格鬥技術反而有增無減，連後輩阿妮絲都讚嘆不已並尊稱蘭花為「大姐」。在『銀河天使II 絕對領域之門』遊戲後半段，因魔法行星馬吉克無軍事方面的指揮經驗，所以請蘭花擔任馬吉克軍隊指揮官。還是跟以前一樣熱衷於占卜，對公認A級的魔女卡露亞．馬裘拉姆相當的尊敬，即使蘭花的年紀比卡露亞大但在稱呼時還是會對她加上敬語。
在「無限迴廊之鍵」的兩個分支其中之一蘭花回到家人所在的故鄉結婚了；另一個則是與塔克德結為夫妻，並一起在ABSOLUTE那生活。
在「永劫回歸之刻」裡穿上了久違的月之天使隊時代的制服，服裝的尺寸幾乎沒修改穿起來卻很合身，可見蘭花的身材經歷了多年還是不變。
動畫版
除了初頭並不認識梅爾優其他和原作大致相同，但只要看見英俊和有錢的男性就會失控。而經常貪吃引致體重上升。
蘭花．法蘭波瓦茲的Ranpha意思是西蘭花，也就是俗稱的花椰菜；而法蘭波瓦茲Franboise則是法文中木莓的意思，較常的說法則是覆盆子。蘭花的名字跟林德曼的著名啤酒相同（Framboise），原料一樣也是覆盆子。
主題曲為「Fortune♥Love  ～運命の女神はアタシの味方～」
薄荷‧布拉曼修【Mint．Blancmanche】（ミント・ブラマンシュ）（聲：澤城美雪（日）、李明幸（台）、譚淑嫻（港））
初登場年齡為16歲 → 17歲（永恆情人）→ 20歲（銀河天使II） 身高：123 cm    階級：少尉
天使隊的成員之一，算是天使隊的參謀，有著淡藍色短髮及金色瞳孔，頭上有兩隻像是兔耳的耳朵，薄荷的所有親人也都有這樣的耳朵。個性穩重，臉上總是掛著微笑，處事態度極為冷靜，待人接物的態度也很好，對人總是彬彬有禮、和藹可親，其實內心裡相當懂得精打計算。擁有可以讀取他人內心想法的心電感應（頭上的耳朵就是心電感應的器官），因此對於天使隊以外的人有某種程度的不信任，由於可以得知他人的內心想法，所以說話很有技巧。因為體型與實際年齡不符，所以相當討厭被人當做小孩子看待。非常喜歡吃有著漂亮外觀卻加一大堆食用色素與添加物又甜到不行的糖果（曾在遊戲月夜情人中調製出比砂糖甜一兆的甜味劑），而且對於紅茶也非常有研究，休息時在茶室喝紅茶的情況也較多；秘密興趣是收集及穿戴各類布偶裝。薄荷．布拉曼修是布拉曼修財團的獨生女。
銀河天使II 時期
階級：少佐
已從月之天使隊退役，也是月之天使隊裡唯一的退役者。目前擔任布拉曼修財團NEUE分部長。不過，雖然身為布拉曼修財團的企業管理者及員工，還是會對塔克德．麥雅茲進行全面支援，另外魯克西歐魯艦內的便利商店也是由布拉曼修財團經營。雖然外貌沒什麼改變，但是內心的商人之魂卻變得更加強大。跟有身高變化的香草比起來，薄荷的身高幾乎都沒什麼變化。不過，除了對身高方面希望可以突出一點，對於某方面也希望可以「稍微突出一點」，也曾經說過這種願望。阿妮絲．亞吉德曾經向布拉曼修財團借巨款購買宇宙艦艇，但還沒清完債務就在戰鬥期間被破壞掉了，由於無法償還巨款目前身份是屬於薄荷．布拉曼修的，也因此被薄荷威脅著如不加入「神秘記號天使隊」就要馬上還清所有的債務，因而成了新天使隊的正式成員。
布拉曼修財團其龐大的勢力及強大的情報收集、處理能力，使UPW有意與布拉曼修財團建立長久的合作關係，與早期月之天使隊時一樣，偶爾會擔任塔克德．麥雅茲的參謀。
在「無限迴廊之鍵」裡布拉曼修財團的領導者薄荷的父親退休後，薄荷正式升格為布拉曼修財團的領導者。另外，在前作欠下債務的阿妮絲，雖然有在慢慢還債，但因買東西所使用的卡，使阿妮絲的債務越積越多。
在「永劫回歸之刻」裡薄荷雖然在之前宣稱退役了，但實際上是退休預備役，復職之後的階級為少佐。穿上久違的月之天使隊時代的制服時，發現服裝意外的合身，之後對自己的成長感到無奈。
薄荷．布拉曼修的Mint意思是薄荷；而布拉曼修Blancmanche則是像香草布丁般的點心的意思。
主題曲為「in my heart」
佛特‧修特倫【Forte．Stollen】（フォルテ・シュトーレン）（聲：山口真弓（日）、汪世瑋（台）、羅嘉玲（港））
初登場年齡為22歲 → 23歲（永恆情人）→ 26歲（銀河天使II） 身高：175 cm    階級：中尉
天使隊的成員之一，是天使隊的隊長，有著鮮紅色短髮及深藍色瞳孔，平時都帶著帽子（並無任何原因單純因為美觀），左眼帶著單眼眼鏡，左眼因年幼時受的創傷導致視力較差（漫畫單行本 銀河天使2nd 第一集 第5話）。個性豪爽相當有俠義精神，是個不拘小節的大姊頭，說話方式及用語十分男性化，不過沉默的時候展現出女人的成熟魅力；是天使隊裡最年長的人，也是最成熟的人。相當擅常射擊，射擊本領非常厲害。興趣是收集各式槍枝，是在這個雷射槍普及的時代，少數慣用火藥槍式的武器迷；閒暇時會到射擊訓練場射擊。非常喜歡吃關東煮尤其是黑輪更是喜愛。
銀河天使II 時期
階級：中佐
已離開月之天使隊，目前到NEUE的主星劍之行星薩爾達擔任軍事顧問，還身兼薩爾達近衛隊代理隊長。基本上都是擔任新進隊員的指導教官，除了阿妮絲以外其他的新天使隊成員都是由佛特親自擔任技術教導，希望它們能成為了不起的駕駛員。由於阿妮絲並不是佛特的學生，對於相當尊敬的蘭花稱呼「大姐」，對在蘭花大姐之上的佛特稱呼為「大姐頭」，而和也它們則稱呼佛特為「佛特教官」。
在「無限迴廊之鍵」裡因背負背叛者的罪名，而被NEUE判處流放，表面上說是流放實際上為回ENED放長假，由於軍事法庭放水處理該事件，所以佛特並沒有被除役。
動畫版
和蘭花是損友，性格和原作不相同，對金錢很著重，衝動派，很怕老鼠，執行任務期間只要出問題就大多數會推給蘭花事後處理，什至任務有可能失敗會選擇拿炸彈和隊員自爆。但必要時又會表現出原作身為隊長的能力
佛特．修特倫的佛特Forte是外來語義大利文，意思是音符裡的強音記號；而修特倫Stollen則是德國點心的一種，聖誕果脯蛋糕。
主題曲為「弾dan·丸gan·ビートbeat！」
香草‧亞修【Vanilla．H】（ヴァニラ・Ｈ）（聲：金井美香（日）、陳琴雲（港））
初登場年齡為13歲 → 14歲（永恆情人）→ 17歲（銀河天使II） 身高：132 cm → 156 cm    階級：少尉
天使隊的成員之一，有著淡綠色的微捲長髮及鮮紅色瞳孔，頭上帶著的護士帽實際上是控制奈米機械的裝置，身邊總是帶著像是松鼠的寵物-那諾。個性沉默寡言，幾乎都是同一張臉鮮少看到其他表情，但是笑起來的時候非常可愛（天使隊成員一致認同），是個不會把自我情緒表現出來的好女孩。相當的喜歡各類動植物，也有喜歡替它人泡茶的興趣。據說在艾爾西歐魯有香草的親衛隊，有個會把喜歡的事物的名字縮寫重複的習慣，例如「奈奈」。
銀河天使II 時期
階級：少佐
已離開月之天使隊，到NEUE世界奈米及納諾最發達的研究行星畢可推廣納諾技術的普及（在漫畫版曾經被菲姆多的古代研究者驅離）。是月之天使隊裡唯一一個身高長高，外表有大幅變化的人，但跟以前一樣是個不會表現出情緒的人。已經成長為與年齡相符沉魚落雁的少女，但與前作一樣是個散發著神秘氣氛的少女，另外在前作裡一直戴著的護士帽現在被另一個髮飾取代。香草在行星畢可的衛星菲姆多研究設施裡，發現了奈奈．普琳，奈奈對著素未謀面的香草喊著「媽媽」，之後就展開了母女倆的短暫生活。在奈奈面前香草總是以微笑對她，現在似乎很擔心某個人。
在「無限迴廊之鍵」裡，曾回去故鄉拜訪已故芭蕾魯修女的墳墓。
在「永劫回歸之刻」裡發現香草與奈奈的遺傳基因有97％是一致的，所以香草與奈奈確實是擁有相當遙遠的血親關係。另外因為香草在這幾年有所成長，所以當年月之天使隊的制服以穿不下，並重新訂作制服。
香草‧亞修的Vanlla是香料中香草的意思；而亞修H是法文發音，意思是烘培點心的手法，指細細切碎精緻修飾。
主題曲為「Like A Dolphin」
烏丸 千歲【Karasuma．Chitose】（烏丸　ちとせ）（聲：後藤沙緒里）
初登場年齡為17歲 → 18歲（永恆情人）→ 21歲（銀河天使II） 身高：157 cm    階級：少尉
天使隊的新成員，有著紫藍色的長髮，賢淑溫柔的傳統和風才女，出生於軍事家族。父親曾為皇國軍的優秀軍人，擔任軍艦艦長職務，但在千歲年幼時發生意外去世了。因出生軍事家族，理所當然的也成為了軍人，學生時期就是個讀書很認真的優等生，在特蘭斯巴爾軍校是菁英中的菁英，並以相當優異的成績坐擁首席的位子畢業的。相當的尊敬及憧憬父親。特別擅長父親教導的弓道及情報處理，由於情報處理能力之高，連軍方上層都對千歲相當看好。在自己的房間裡有掛著和弓，每天都會花一段時間集中精神鍛鍊自己的身心，因此對於自己的長距離射擊技術相當的有自信，也正好適合紋章機迅雷射手的特性。不論任何事情都會認真對待，可是卻顯得太過於嚴肅欠缺柔軟性，因此花了一段時間才與天使隊的成員打成一片，但是在日常生活以外的事情上有些迷糊，對戀愛的事也比較遲鈍。有每日寫日記的習慣，口頭禪是「我要把這件事寫在日記裡」。對於游泳不怎麼擅長。
銀河天使II 時期
階級：上尉
已離開月之天使隊，並與佛特一起到NEUE的主星劍之行星薩爾達一起擔任軍事顧問，也跟佛特一起擔任新天使隊的教導，不一樣的是千歲負責對新人授課，也就是腦力方面的訓練。在「絕對領域之門」本篇開始前，因為要維護月之天使隊的紋章機及艾爾西歐魯，所以千歲搭乘艾爾西歐魯暫時返回ENED。
烏丸千歲的千歲指的是日式糖果千歲飴，在日本是七五三節（兒童節）的時候表示長壽的紅白棒棒糖。
主題曲為「花いろ日記」

### 動畫版
諾麥德（ノーマッド）（聲：金井美香（日）、陳琴雲（港））
全名是MA347612890GT4078579132RS2400Z17924398TZRS2000自己判断型P35370077753ノーマッド，是香草於一次清理宇宙垃圾期間，無意中發現的導彈的核心電腦，得到上級許可暫留天使隊保管後，便使用香草親手做的布娃娃作身體，朝夕陪伴在香草的身旁。
華克・Ｏ・修一中校（ウォルコット・Ｏ・ヒューイ）（聲：藤原啟治）
天使隊的指揮官，綽號「白色超新星之狼」，可惜從來沒有人看過他的真本領。沒甚麼司令官的威嚴可言，對上級他經常要承擔天使隊的過失，時常被科露迪以「拔鬚」作威脅，對她們的無理要求作出妥協。喜歡國際象棋，經常找諾麥德對弈。

## 故事大綱

### 遊戲
在遙遠的600年以前……因為突然襲來的「時空震」(Chrono Quake)，人類喪失了穿梭宇宙的航行科技。
時空震發生了約200年後，在行星特蘭斯巴爾(Transbaal)的衛星軌道出現了「白月」，為住在這個行星的人，打開了再次走向宇宙的道路。其後400年，特蘭斯巴爾將其版圖擴大，發展成統治128個行星的「特蘭斯巴爾皇國」。
特蘭斯巴爾曆412年，突如其來的大型艦隊瞬間攻陷了首都行星特蘭斯巴爾，國王
Gerards的皇族亦被弒殺，而這次襲擊的幕後兇手正是在5年前遭Gerards皇族放逐的皇子Eonia。
這個時候，在隸屬邊境駐留艦隊，剛剛得知皇國發生了政變的青年軍官塔克德‧麥雅茲的面前，出現了5架戰鬥機。名為「月之天使隊」的女子們，為了保護一直留守在白月而得以從Eonia的屠殺中僥倖生還的希瓦(Shiva)皇子，帶著塔克德以前的恩師的訊息以來。就這樣，塔克德與5位操縱著以白月的史前文明「伊甸」的技術遺產「遺失文明」的精髓而建造的宇宙戰鬥機「紋章機」的少女們，向著戰亂的風暴中進發。
第二章《Moonlit Lovers》就是天使隊奉命去殲滅Eonia政變軍的殘黨而繼續進行冒險，而且新成員烏丸千歲加入天使隊。
第三章《Eternal Lovers》的故事就是講述皇國和神秘的高科技外星種族Val-Fasq的戰爭。

### 動畫系列
根据官方给出的年历，正统故事是游戏的剧情，动画版的故事与游戏关系不大。
从情节上推断，动画版的故事应该发生在游戏版之前。也有人认为动画版与游戏是平行世界。
由于动画版是搞笑单元剧的构架，因此不具有情节连贯性，内容也更加荒诞自由。
而在動畫方面天使隊主要工作是廢墟調查，保護要人，抓拐兒童犯人，什至抓貓，溜狗，清除宇宙垃圾都會做。
在角色塑造方面，动画版的所有角色被增加了一些劣根性(例如蘭花迷男色，佛特較為衝動)，富有讽刺意味。对此观众的褒贬不一。

## 紋章機和船艦
紋章機，是會選擇駕駛員的對艦級戰略型宇宙戰機，擁有雙CSE（Chrono String Engine）超時空弦推推機關跟H.A.L.O.System (Human-Brain & Artificial-Brain Linking Organization System) 有機腦人工腦連接裝置

### GA-001 幸運星Lucky Star
這為梅爾優的紋章機，攻击方式最为多样化，攻守平衡，能力平均
必殺技:高能加農（Hyper Cannon）(長距離短範圍單~多體攻擊) 对一条直线上的敌人造成巨大伤害
全長:49.6M
全幅:28.6M
全高:21.0M
跟其他紋章機最不同之處就是只搭配單個CSE(其他紋章機是雙個),常發生出力不穩定的情況,目前只有宇宙第一幸運兒的梅爾優才能駕駛
真正的稱呼是戰略級高機動性高攻擊力全Type對艦戰鬥機

### GA-002 功夫戰機 Kung-fu Fighter
蘭花的纹章機。
特別進化於近距離戰鬥用的蘭花專用纹章機，在所有的紋章機中，有著傲人的出動速度，而且與駕駛一樣擅長隨擊隨離(Hit And Away)的戰鬥技巧
缺點是裝甲薄弱、防禦欠佳
必殺技:鋼鐵錨爪（Anchor Claw）(近距離近範圍單~多體攻擊)

### GA-003 戲法大師Trick Master
薄荷‧博拉曼修的紋章機
利用薄荷利用本身的讀心超能力，特別強化索敵的機體
擁有ECM系統，主要以浮游炮(風行者)攻擊，並配有長程飛彈
必殺技：風行之舞（Flier Dance）(中距離廣範圍多體攻擊)類似鋼弹的龍騎兵系統

### GA-004 快感扳機Happy Trigger
佛特的紋章機  重攻擊中裝甲的機體
機體最主要的構造就是裝備了炮彈的實體槍器
雖然因為機體重量而導致速度不快，但攻擊力十足，防禦力強大
必殺技:強襲爆破（Strike Brust）(中距離中範圍單~多體攻擊)。是一種能夠一口氣發射出所有武器，將敵艦打成蜂窩的強力攻擊
必杀技若击沉目标则产生溅射伤害，重创附近的敌舰（溅射伤害的总和有上限）

### GA-005 收穫者Harvester
香草的紋章機 
藉由散布奈米機械來進行修理、回覆，支援強化的5號機
最大的特徵是裝設在機體中央、收納奈米機械的箱艙。再戰鬥時可利用此奈米機械來對其他機體進行維修
攻擊力不強，但相對的擁有較高的機動性和迴避率，搭載有中程光學導彈及近程光學機槍
必殺技：回復波動（Repair Wave）(全範圍修復光波)

### GA-006 迅雷射手Sharp Shooter
千歲的紋章機
具備超遠攻擊距離的6號機
搭載近距離機槍、中距離光學導彈、長距離電軌砲及高精度瞄準器
是針對擅長弓術的千歲所特別進化的長距離狙擊機體
必殺技:致命之箭（Fatal Arrow）(長距離中範圍單~多體攻擊)
致命之箭在收招前(2~6發)如果击毙目标，会转向索敌范围内另一个目标继续输出伤害；距离目标越远，伤害越高，自动索敌范围越大

### GA-007 決戰兵器
是唯一一部雙座位的紋章機，由白月遺留下來的紋章機零件和時空破壞砲合併而成。於初次與「華爾法斯科」戰法而開發的，合黑月和白月的科技而制成的超強力武器。後來因為被「華爾法斯科」的間諜「華恩」所盜去而一度失去，在依甸被解放後，華恩再次歸還於白月，但已達到不可能再次使用的程度。

### 艾爾西歐魯
臺灣漫畫譯為艾琉西歐爾
搭载所有纹章机的母舰，由禮儀艦改造而成的戰艦(在漫畫中主砲台發射煙火用)
船內有人造海洋沙灘以及花園等(海洋大到可以 放下一只宇宙鯨魚)
移动缓慢，战斗中无法修理及補給，(遊戲中可以给纹章机補給)
配备导弹和机关炮塔，作战能力极为有限，主要负责补给

## 主要製作人員
共通人員
- 總監修：水野良
- 人物設定原案：かなん
- 機械設計：高倉武史・企画デザイン工房戦船（現與セタ合併）

小説
- 作者：水野良、柘植めぐみ

漫畫
- 作畫：かなん

動畫
- 系列監督：淺香守生、大橋譽志光（動畫第1、2期）、高柳滋仁（第3、4期）
- 系列構成：井上敏樹
- 人物設定・總作畫監督：藤田まり子
- 動畫製作：MADHOUSE

## 外部連結
- Project G.A.官方網站 （页面存档备份，存于）（日語）